# Sean Kazmar
Sean Frank Kazmar (né le 5 août 1984 à Valdosta en Géorgie, États-Unis) est un joueur d'arrêt-court et de deuxième but au baseball ayant fait ses débuts en Ligue majeure avec les Padres de San Diego en 2008. Il est maintenant sous contrat avec les Mets de New York.

## Carrière
Sean Kazmar est drafté par les Athletics d'Oakland en 37e ronde en 2003 mais ne signe pas avec l'équipe. Il est par la suite un choix de cinquième tour des Padres de San Diego en 2004.
C'est avec les Padres que Kazmar dispute sa première partie dans les majeures le 13 août 2008. À sa première présence au bâton, il frappe un coup sûr sur le premier tir du lanceur adverse, C.C. Sabathia des Brewers de Milwaukee<ref(en) >Sommaire du match Milwaukee-San Diego du 13 août 2008, baseball-reference.com.</ref>.
Kazmar joue dix-neuf parties pour San Diego en 2008, frappant huit coups sûrs en 39 pour une moyenne au bâton de ,205 avec un double, deux points produits et deux points marqués.
Après avoir passé les saisons 2009 et 2010 dans les ligues mineures, il signe en novembre 2010 avec les Mariners de Seattle. Il passe l'entière saison 2011 avec les Rainiers de Tacoma, le club-école des Mariners dans la Ligue de la côte du Pacifique.
En janvier 2012, il signe un contrat des ligues mineures avec les Mets de New York.